# Circuit de Borsele 2018
La 17e édition du Circuit de Borsele a lieu le 21 avril 2018. La course fait partie du calendrier international féminin UCI 2018 en catégorie 1.1. Elle est remportée par l'Italienne Elisa Balsamo.

## Parcours
Un circuit parfaitement plat et long de 24,3 km est parcouru huit fois.

## Équipes
| Équipes féminines professionnelles (9)- Bepink - BTC City Ljubljana - Doltcini-Van Eyck Sport - Health Mate-Cyclelive Team - Lotto Soudal Ladies - Parkhotel Valkenburg-Destil - Storey Racing - Valcar PBM - WNT-Rotor Pro Cycling Équipe nationale- France Équipe féminines amateur (19)- Adelaar Ladies - Autoglas Wetteren - Loving potatoes-de Jonge Renner - Equano-Wase Zon - Isorex - Jan van Arckel - Jos Feron Lady Force - Maaslandster Veris CCN - Memorial Santos-Fupep - NWVG - Regioteam Noord-Holland - Remax - Restore - RWC Ahoy - Rytger - Swaboladies.nl - Team Drenthe - TWC de Kempen - YRDP Fred Whitton Challenge |
| |

## Récit de la course
Quelques échappées ponctuent la course, mais le vent empêche à celles-ci de prendre de l'avance. La course se finit au sprint. Une chute se produit dans les derniers kilomètres. Elisa Balsamo, bien lancée, s'impose facilement.

## Classements

### Classement final
| \| Classement général \| Classement général \| Classement général \| Classement général \| Classement général \| \| Coureuse \| Coureuse \| Pays \| Équipe \| Temps \| \| ------------------ \| ------------------------- \| ------------------ \| -------------------------- \| ------------------ \| \| 1re \| Elisa Balsamo \| Italie \| Valcar PBM \| 3 h 25 min 06 s \| \| 2e \| Lorena Wiebes \| Pays-Bas \| Parkhotel Valkenburg \| + 0 s \| \| 3e \| Evy Kuijpers \| Pays-Bas \| Jan van Arckel \| + 0 s \| \| 4e \| Marjolein van 't Geloof \| Pays-Bas \| Lotto Soudal Ladies \| + 0 s \| \| 5e \| Pascale Jeuland-Tranchant \| France \| Doltcini-Van Eyck Sport \| + 0 s \| \| 6e \| Kaat Hannes \| Belgique \| Jos Feron Lady Force \| + 0 s \| \| 7e \| Chiara Consonni \| Italie \| Valcar PBM \| + 0 s \| \| 8e \| Kelly Druyts \| Belgique \| Doltcini-Van Eyck Sport \| + 0 s \| \| 9e \| Minke Bakker \| Pays-Bas \| Restore \| + 0 s \| \| 10e \| Janine van der Meer \| Pays-Bas \| Health Mate-Cyclelive Team \| + 0 s \| |                           |          |                            |                 |
| |                           |          |                            |                 |
| Source : ProCyclingStats |                           |          |                            |                 |
| Classement général |                           |          |                            |                 |
| Coureuse | Coureuse                  | Pays     | Équipe                     | Temps           |
| 1re | Elisa Balsamo             | Italie   | Valcar PBM                 | 3 h 25 min 06 s |
| 2e | Lorena Wiebes             | Pays-Bas | Parkhotel Valkenburg       | + 0 s           |
| 3e | Evy Kuijpers              | Pays-Bas | Jan van Arckel             | + 0 s           |
| 4e | Marjolein van 't Geloof   | Pays-Bas | Lotto Soudal Ladies        | + 0 s           |
| 5e | Pascale Jeuland-Tranchant | France   | Doltcini-Van Eyck Sport    | + 0 s           |
| 6e | Kaat Hannes               | Belgique | Jos Feron Lady Force       | + 0 s           |
| 7e | Chiara Consonni           | Italie   | Valcar PBM                 | + 0 s           |
| 8e | Kelly Druyts              | Belgique | Doltcini-Van Eyck Sport    | + 0 s           |
| 9e | Minke Bakker              | Pays-Bas | Restore                    | + 0 s           |
| 10e | Janine van der Meer       | Pays-Bas | Health Mate-Cyclelive Team | + 0 s           |

### Points UCI
| Position           | 1er | 2e | 3e | 4e | 5e | 6e | 7e | 8e | 9e | 10e | 11e | 12e | 13e à 15e | 16e à 25e |
| Classement général | 125 | 85 | 70 | 60 | 50 | 40 | 35 | 30 | 25 | 20  | 15  | 10  | 5         | 3         |

## Liste des partantes
Source.

## Organisation et règlement

### Organisation
La course est organisée par Stichting Wielercomité 's-Heerenhoek. Son président est Arno Witkam, ses secrétaires Sjaco Westdorp et John van de Ree. Son trésorier est Bert Timmerman. 

### Primes
L'épreuve attribue les primes suivantes :
| Position | 1er   | 2e    | 3e    | 4e    | 5e    | 6e    | 7e    | 8e    | 9e    | 10e  |
| Prix     | 380 € | 330 € | 270 € | 170 € | 150 € | 140 € | 130 € | 120 € | 110 € | 60 € |

Las places de onze à vingt 60 €.